# HD 143699
'HD 143699 är en ensam stjärna belägen i den mellersta delen av stjärnbilden Vargen. Den har en skenbar magnitud av ca 4,90 och är svagt synlig för blotta ögat där ljusföroreningar ej förekommer. Baserat på parallax enligt Gaia Data Release 2 på ca 9,2 mas, beräknas den befinna sig på ett avstånd på ca 350 ljusår (ca 108 parsek) från solen. Den ingår med 90 procent sannolikhet i övre Centaurus-Lupus, en undergrupp av rörelsegruppen Scorpii OB2.

## Egenskaper
HD 143699 är en blå till vit underjättestjärna av spektralklass B5/7 III/IV vilket tyder på att den är en utvecklad stjärna som går in i jättestadiet. Den har en massa som är ca 4,3 solmassor, en radie som är ca 4,4 solradier och har ca 438 gånger solens utstrålning av energi från dess fotosfär vid en effektiv temperatur av ca 14 500 K.
Enligt Zorec och Royer (2012) har den endast genomgått 56 procent av dess livslängd i huvudserien. Den är en kemiskt ovanlig magnetisk B-stjärna, som visar en genomsnittlig kvadratisk fältstyrka på (167,2±140,4)×10−3 T och visar ett underskott av helium i dess spektrum. Emission av radiostrålning har upptäckts från stjärnan.